# Square Prince Léopold
Le square Prince Léopold (en néerlandais : Prins Leopoldsquare) est un parc et une place de Bruxelles situés à Laeken.

## Localisation
Ce square de forme ovale est l'aboutissement de huit voies qui sont, dans le sens des aiguilles d'une montre et à partir du nord : la rue Jean Heymans, la rue Pierre Strauwen, la rue Alphonse Wauters, la rue Charles Ramaekers, la rue Émile Delva, la rue Ledeganck, la rue Duysburgh et la rue Jean Laumans.

## Description
Le parc ovale est une pelouse plate bordée d'arbres comme des pins noirs, peupliers de Simon, marronniers, érables sycomores et saules pleureurs. Le centre du parc est occupé par une fontaine circulaire.
Le parc possède une allée centrale et une autre entourant le square, des espaces détente, des terrains de sport (tables de ping-pong, terrain de football en herbe) ainsi qu’une grande plaine de jeux avec bac à sable, ressorts, bascules, toboggans, balançoires, petit train, maisonnette, structure combinée (pont et toboggan).

## Architecture
La place entoure le parc. Les immeubles situés aux nos 16, 17 et 45 ont été érigés dans le style Art déco vers 1930.

## Accessibilité
| ___ | Ce site est desservi par la station de métro : Stuyvenbergh. |